# La Braise
La Braise (titre original : The Fever Code) est le deuxième et dernier roman de la série Avant le labyrinthe écrite par James Dashner et constituée de préquelles à la série L'Épreuve. Ce roman de science-fiction a été publié pour la première fois aux États-Unis en 2016 puis a été traduit en français et publié en 2017 aux éditions Pocket Jeunesse. Cet ouvrage marque la fin définitive du cycle littéraire L'Épreuve.

## Résumé
Le monde connut sa fin. Les forêts brûlèrent, les lacs et les rivières s’asséchèrent et le niveau des océans monta. Puis vint la Braise, une fièvre se répandant sur tout le globe. Des familles moururent, la violence régna et les hommes s'entre-tuèrent. Ensuite vint WICKED qui cherchait une réponse. Et ils trouvèrent le garçon parfait. Le garçon se nommait Thomas, et Thomas construisit un Labyrinthe. Maintenant il y a des secrets. Il y a des mensonges. Et il y a des loyautés que l'histoire n'aurait jamais pu entrevoir. C'est l'histoire de ce garçon, Thomas, et de comment il construisit un labyrinthe que lui seul pouvait détruire. Tout sera révélé.